# Kumaki Anri
Kumaki Anri (熊木 杏里 (Hùng Mộc Hạnh Lý) Kumaki Anri,  sinh ngày 27 Tháng 1, 1982 ở Chikuma, Nagano) là một ca-nhạc sĩ nhạc pop người Nhật hiện đang ký kết với unBORDE, một bộ phận của Warner Music Group Japan.

## Tiểu sử
Kumaki Anri bắt đầu viết các bài hát khi cô 17 tuổi và giành thắng lợi trong buổi thử giọng của một chương trình TV được phát sóng trên Nippon Television năm 2001. Cô được ra mắt với Single "Madoe"(窓絵) được cải biên bởi Ryo Yoshimata (吉俣良).

## Đĩa hát
1. Madoe (窓絵?) (21 Tháng 2, 2002)
2. Sakazutote (咲かずとて?) (21 Tháng 8, 2002)
3. Ima wa Mukashi (今は昔?) (21 Tháng 2, 2003)
4. Watashi wo Tadoru Monogatari (私をたどる物語?) (6 Tháng 4, 2005)
5. Tatakai no Mujun (戦いの矛盾?) (25 Tháng 1, 2006)
6. Ryūsei (流星?) (24 Tháng 5, 2006)
7. Atarashii Watashi ni Natte (新しい私になって?) (22 Tháng 11, 2006)
8. Haru no Kaze (春の風?) (21 Tháng 2, 2007)
9. Shichigatsu no Tomodachi (七月の友だち?) (25 Tháng 7, 2007)
10. Harudonari (春隣?) (21 Tháng 5, 2008)
11. Mouichido (モウイチド?) (24 Tháng 9, 2008)
12. Koto (こと?) (22 Tháng 12, 2008)
13. Ame Ga Sora Kara Hanaretara (雨が空から離れたら?) (8 Tháng 4, 2009)
14. Kimi no Namae (君の名前?) (17 Tháng 6, 2009)
15. Kyo ni Narukara (今日になるから?) (18 Tháng 1, 2012)
16. Love letter 〜Sakura〜 (Love letter 〜桜〜?) (7 Tháng 3, 2012)

1. Sappūkei (殺風景?) (26 Tháng 3, 2003)
2. Mu kara Deta Sabi (無から出た錆?) (23 Tháng 5, 2005)
3. Kaze no Naka no Kōshin (風の中の行進?) (21 Tháng 9, 2006)
4. Watashi wa Watashi o Ato ni Shite (私は私をあとにして?) (24 Tháng 10, 20 Tháng 07)
5. Hito Hinata (ひとヒナタ?) (5 Tháng 11, 2008)
6. Hana Yori Hoka Ni (はなよりほかに?) (ngày 6 tháng 11 năm 2009)
7. Hikari No Touri Michi (光の通り道?) (22 Tháng 2, 2012)
8. Shiroi Ashiato (白い足あと?) (12 Tháng 12, 2012)

### Album hợp tác
1. Kaze To Nagi (風と凪?) (10 Tháng 3, 2010)

### Đĩa mở rộng
1. and...Life (5 Tháng 10, 2011)